# Station Iddergem
Station Iddergem is een spoorweghalte langs spoorlijn 90 (Denderleeuw - Jurbeke) in de Belgische gemeente Denderleeuw. Het station bedient onder meer deelgemeente Iddergem, maar ligt op het grondgebied Denderleeuw, in de wijk Huissegem. Het is een station zonder loketten. De naam moet niet verward worden met station Idegem, op dezelfde lijn.
Deze stopplaats bedient Iddergem, Liedekerke (Het centrum van Liedekerke is dichter bij dit station gelegen dan bij het eigen station Liedekerke) en een deel van Denderleeuw. Het is opvallend dat ondanks dit groot bedieningsgebied Iddergem maar een kleine halte is met minder dan 200 reizigers per dag. Een verklaring is mogelijk dat veel mensen zich rechtstreeks naar het nabijgelegen, veel grotere, station van Denderleeuw wenden.

## Voorzieningen
De stopplaats heeft nooit een stationsgebouw gehad. Dit blijkt tevens uit het gegeven dat Iddergem geen telegrafische code bezit.
Station Iddergem geeft een verouderde aanblik. De perrons zijn geheel onverhard en op de oude (lagere) standaardhoogte. Op perron 1 staan twee betonnen schuilhokjes daterend uit een lang vervlogen tijd. Perron 2 heeft er slechts eentje, van een iets moderner type ("Isobelec"). Om de sporen over te steken is geen speciale infrastructuur voorzien, reizigers dienen gebruik te maken van de nabijgelegen overweg. Aan de andere zijde van de overweg bevindt zich de fietsenstalling. Deze is van het nieuwste standaardtype 'Forever'. Wagens kunnen gratis terecht op de nabije gemeentelijke parking. Ook op de straat naast de spoorlijn kan geparkeerd worden.
Het Grote Treinrapport 2009 van de krant Het Nieuwsblad gaf deze halte een 6 op 10. Als voornaamste kritiek werd de moeilijke toegankelijkheid voor rolstoelgebruikers gegeven.
Het Florent Beeckmanstadion waar FCV Dender EH al haar thuiswedstrijden speelt, bevindt zich op enkele honderden meters van het station.

## Galerij

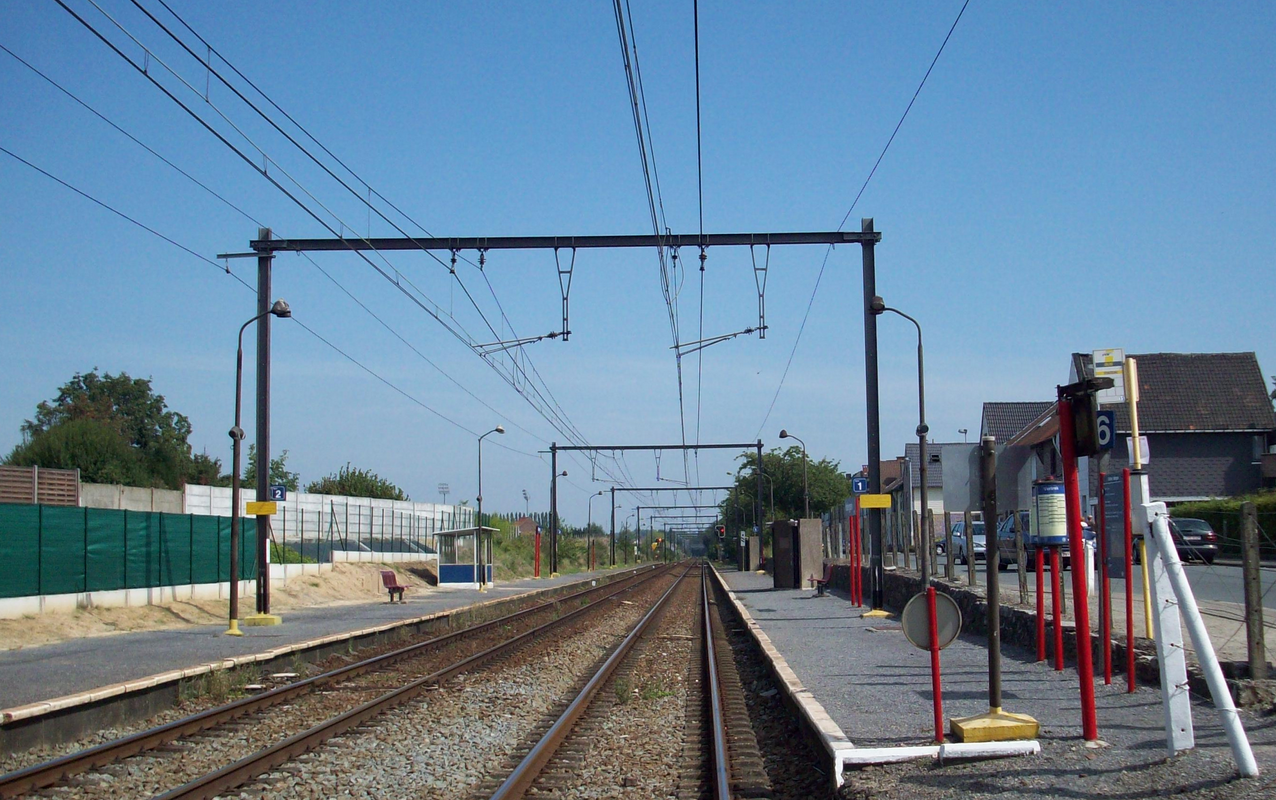
Het station in 2009
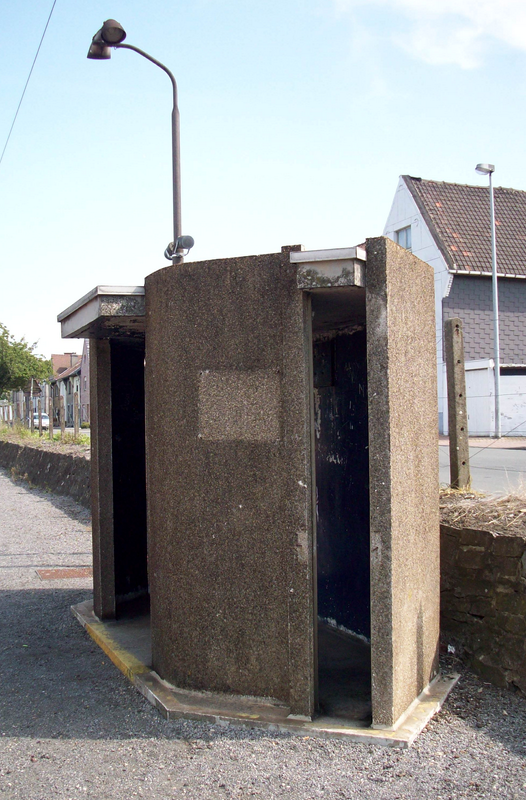
Betonnen schuilhok
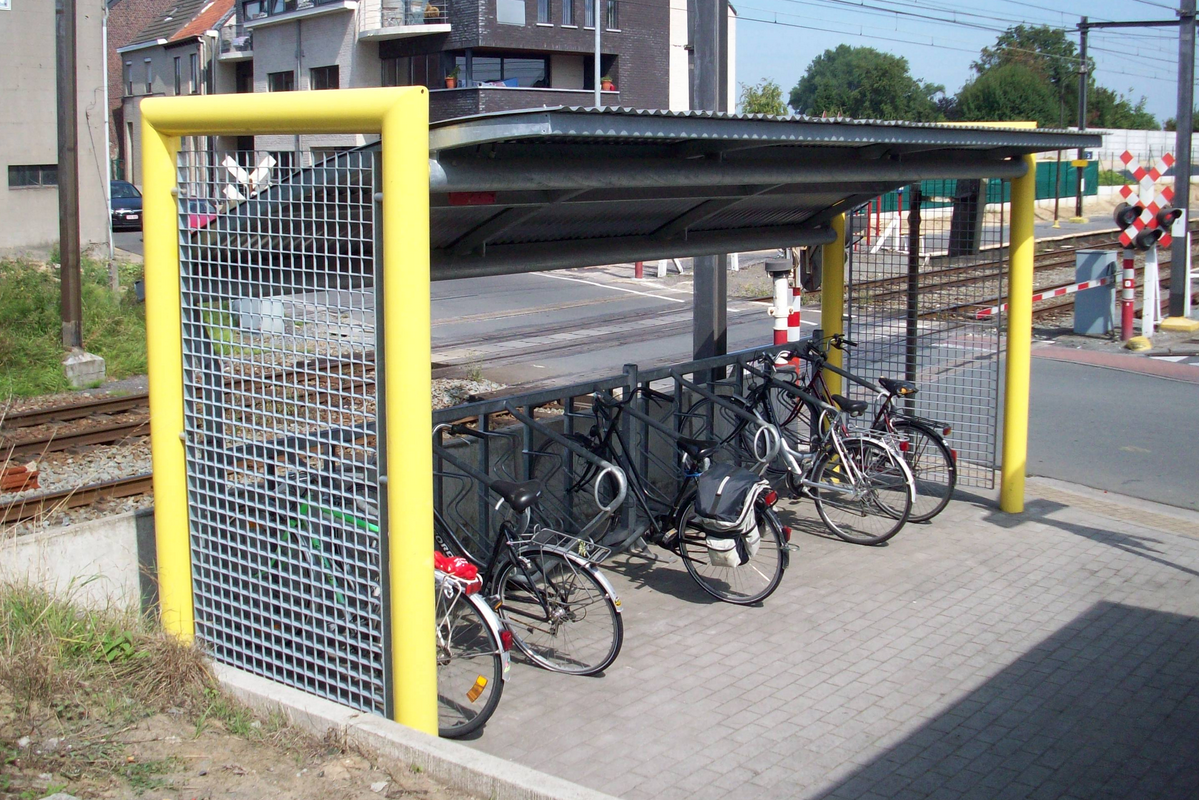
Fietsenstalling
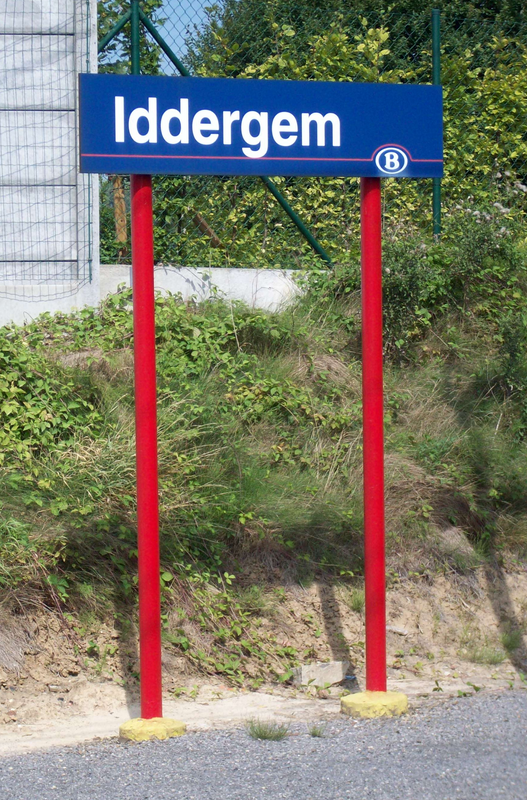
Naambord station Iddergem

## Treindienst
| Serie       | Treinsoort          | Route                                                       | Bijzonderheden                                                        |
| ----------- | ------------------- | ----------------------------------------------------------- | --------------------------------------------------------------------- |
| S 6         | GEN (NMBS)          | Zottegem – Denderleeuw – Iddergem – Geraardsbergen          | Rijdt alleen op werkdagen. Tijdens de spits een rit vanaf Oudenaarde. |
| P 7970/8970 | Piekuurtrein (NMBS) | Geraardsbergen – Iddergem – Denderleeuw – Gent-Sint-Pieters | Rijdt alleen op werkdagen.                                            |

## Reizigerstellingen
De grafiek en tabel geven het gemiddeld aantal instappende reizigers weer op een week-, zater- en zondag.
| Tabel: aantal instappende reizigers station Iddergem | Tabel: aantal instappende reizigers station Iddergem | Tabel: aantal instappende reizigers station Iddergem | Tabel: aantal instappende reizigers station Iddergem |
|                                                      | Weekdag                                              | Zaterdag                                             | Zondag                                               |
| ---------------------------------------------------- | ---------------------------------------------------- | ---------------------------------------------------- | ---------------------------------------------------- |
| 1977                                                 | 276                                                  | 63                                                   | 53                                                   |
| 1978                                                 | 282                                                  | 45                                                   | 26                                                   |
| 1979                                                 | 262                                                  | 33                                                   | 42                                                   |
| 1980                                                 | 234                                                  | 24                                                   | 16                                                   |
| 1981                                                 | 226                                                  | 34                                                   | 47                                                   |
| 1982                                                 | 206                                                  | 33                                                   | 18                                                   |
| 1983                                                 | 224                                                  | 36                                                   | 20                                                   |
| 1984                                                 | 228                                                  | 36                                                   | 33                                                   |
| 1985                                                 | 184                                                  | 45                                                   | 29                                                   |
| 1986                                                 | 151                                                  | 41                                                   | 46                                                   |
| 1987                                                 | 165                                                  | 55                                                   | 43                                                   |
| 1988                                                 | 148                                                  | 44                                                   | 43                                                   |
| 1989                                                 | 155                                                  | 31                                                   | 28                                                   |
| 1990                                                 | 138                                                  | 34                                                   | 34                                                   |
| 1991                                                 | 188                                                  | 36                                                   | 36                                                   |
| 1992                                                 | 150                                                  | 39                                                   | 40                                                   |
| 1993                                                 | 147                                                  | 29                                                   | 20                                                   |
| 1994                                                 | 150                                                  | 31                                                   | 26                                                   |
| 1995                                                 | 90                                                   | 29                                                   | 18                                                   |
| 1996                                                 | 158                                                  | 30                                                   | 26                                                   |
| 1997                                                 | 108                                                  | 14                                                   | 13                                                   |
| 1998                                                 | 155                                                  | 40                                                   | 36                                                   |
| 1999                                                 | 93                                                   | 48                                                   | 19                                                   |
| 2000                                                 | 128                                                  | 37                                                   | 20                                                   |
| 2001                                                 | 101                                                  | 35                                                   | 13                                                   |
| 2002                                                 | 146                                                  | 38                                                   | 16                                                   |
| 2003                                                 | 110                                                  | 40                                                   | 29                                                   |
| 2004                                                 | 154                                                  | 32                                                   | 22                                                   |
| 2005                                                 | 148                                                  | 34                                                   | 34                                                   |
| 2006                                                 | 140                                                  | 32                                                   | 19                                                   |
| 2007                                                 | 121                                                  | 24                                                   | 19                                                   |
| 2008                                                 | -                                                    | -                                                    | -                                                    |
| 2009                                                 | 129                                                  | 55                                                   | 42                                                   |
| 2010                                                 | -                                                    | -                                                    | -                                                    |
| 2011                                                 | -                                                    | -                                                    | -                                                    |
| 2012                                                 | 157                                                  | 34                                                   | 32                                                   |
| 2013                                                 | 140                                                  | 45                                                   | 25                                                   |
| 2014                                                 | 153                                                  | 10                                                   | 10                                                   |
| 2015                                                 | 151                                                  | 39                                                   | 18                                                   |
| 2016                                                 | 176                                                  | 37                                                   | 15                                                   |
| 2017                                                 | 180                                                  | 34                                                   | 31                                                   |
| 2018                                                 | 163                                                  | 46                                                   | 37                                                   |
| 2019                                                 | 177                                                  | 44                                                   | 45                                                   |
| 2020                                                 | 131                                                  | 40                                                   | 36                                                   |
| 2021                                                 | -                                                    | -                                                    | -                                                    |
| 2022                                                 | 299                                                  | 109                                                  | 93                                                   |
| 2023                                                 | 298                                                  | 63                                                   | 67                                                   |
| 2024                                                 | 329                                                  | 89                                                   | 67                                                   |

0,0: Denderleeuw ·
1,9: Iddergem ·
4,4: Okegem ·
7,5: Ninove ·
10,2: Eichem ·
12,1: Appelterre ·
13,4: Zandbergen ·
16,1: Idegem ·
17,8: Schendelbeke ·
21,7: Geraardsbergen ·
23,2: Overboelare ·
26,3: Acren · 
28,7: Lessen ·
29,8: Houraing ·
31,8: Papignies ·
33,5: La Cavée ·
35,4: Rebaix ·
39,9: Aat ·
42,1: Maffle ·
45,0: Mévergnies-Attre ·
46,5: Brugelette ·
48,3: Cambron-Casteau ·
52,1: Lens ·
55,6: Jurbeke ·
58,0: Erbisœul ·
66,7: Baudour ·
71,8: Saint-Ghislain